# Fred Scanlan

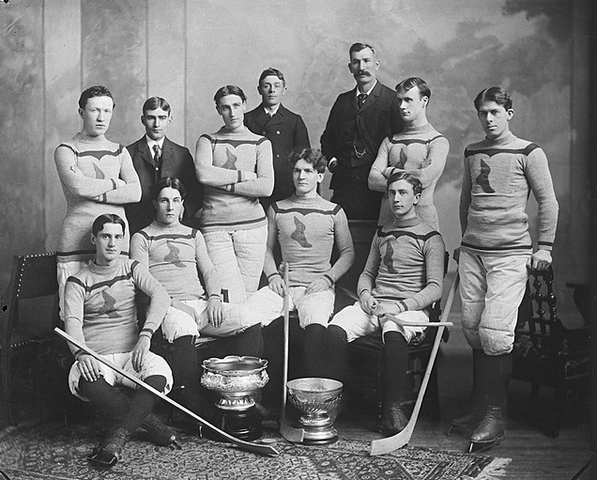
Scanlan, tvåa från vänster i främre raden, med Montreal Shamrocks 1899.

Frederick R. Scanlan, född 5 maj 1877 i Sainte-Anne-de-Bellevue, Québec, död 11 november 1950 i San Francisco, var en kanadensisk ishockeyspelare aktiv under det sena 1890-talet och tidiga 1900-talet. Scanlan, som var vänsterforward spelade för Montreal Shamrocks och Winnipeg Victorias. Med Montreal Shamrocks, där han spelade i en kedja tillsammans med Harry Trihey och Arthur Farrell, vann han Stanley Cup 1899 and 1900.
Scanlan valdes in i Hockey Hall of Fame 1965.

## Meriter
- Stanley Cup – 1899, 1900